# Internazionali di Tennis di Baviera 2025 - Doppio
Il doppio del torneo di tennis professionistico Internazionali di Tennis di Baviera 2025, facente parte della categoria ATP Tour 500 nell'ambito dell'ATP Tour 2025, si è giocato al MTTC Iphitos di Monaco di Baviera, in Germania, dal 14 al 20 aprile 2025.
Yuki Bhambri e Albano Olivetti erano i detentori del titolo, ma Olivetti deciso di giocare il torneo di Barcellona. Bhambri ha giocato in coppia con Robert Galloway, ma sono stati sconfitti al primo turno da Kevin Krawietz e Tim Pütz.
André Göransson e Sem Verbeek hanno sconfitto in finale Kevin Krawietz e Tim Pütz con il punteggio di 6-4, 6-4.

## Teste di serie
1. Kevin Krawietz /  Tim Pütz (finale)
2. Marcel Granollers /  Horacio Zeballos (primo turno)

1. Christian Harrison /  Evan King (primo turno)
2. Jamie Murray /  Rajeev Ram (primo turno)

## Wildcard
1. Andreas Mies /  Jan-Lennard Struff (primo turno)

1. Jakob Schnaitter /  Mark Wallner (semifinale)

## Qualificati
1. Justin Engel /  Max Hans Rehberg (quarti di finale)

## Alternate
1. Guido Andreozzi /  Théo Arribagé (quarti di finale)

## Tabellone

### Legenda
| - Q = Qualificato - WC = Wild card - LL = Lucky loser | - ALT = Alternate - SE = Special Exempt - PR = Protected Ranking | - w/o = Walkover - r = Ritirato - d = Squalificato |

|  | Primo turno | Primo turno             | Primo turno             | Primo turno | Primo turno |  |  | Quarti di finale | Quarti di finale       | Quarti di finale       | Quarti di finale       | Quarti di finale       |   |     | Semifinali | Semifinali            | Semifinali            | Semifinali            | Semifinali            |   |   | Finale | Finale | Finale | Finale | Finale |  |
|  |             |                         |                         |             |             |  |  |                  |                        |                        |                        |                        |   |     |            |                       |                       |                       |                       |   |   |        |        |        |        |        |  |
|  | 1           | K Krawietz T Pütz       | K Krawietz T Pütz       | 6           | 7           |  |  |                  |                        |                        |                        |                        |   |     |            |                       |                       |                       |                       |   |   |        |        |        |        |        |  |
|  |             | Y Bhambri R Galloway    | Y Bhambri R Galloway    | 4           | 65          |  |  | 1                | K Krawietz T Pütz      | K Krawietz T Pütz      | 6                      | 6                      |   |     |            |                       |                       |                       |                       |   |   |        |        |        |        |        |  |
|  |             | S Doumbia F Reboul      | S Doumbia F Reboul      | 6           | 6           |  |  |                  | S Doumbia F Reboul     | S Doumbia F Reboul     | 3                      | 4                      |   |     |            |                       |                       |                       |                       |   |   |        |        |        |        |        |  |
|  |             | A Pavlásek J Withrow    | A Pavlásek J Withrow    | 2           | 4           |  |  |                  |                        |                        |                        |                        |   |     | 1          | K Krawietz T Pütz     | 4                     | 6                     | [10]                  |   |   |        |        |        |        |        |  |
|  | 4           | J Murray R Ram          | J Murray R Ram          | 4           | 3           |  |  |                  |                        |                        | S Gillé J Zieliński    | 6                      | 3 | [8] |            |                       |                       |                       |                       |   |   |        |        |        |        |        |  |
|  |             | R Bopanna B Shelton     | R Bopanna B Shelton     | 6           | 6           |  |  |                  | R Bopanna B Shelton    | R Bopanna B Shelton    | 4                      | 5                      |   |     |            |                       |                       |                       |                       |   |   |        |        |        |        |        |  |
|  |             | S Gillé J Zieliński     | 6                       | 3           | [10]        |  |  |                  | S Gillé J Zieliński    | S Gillé J Zieliński    | 6                      | 7                      |   |     |            |                       |                       |                       |                       |   |   |        |        |        |        |        |  |
|  | WC          | A Mies J-L Struff       | 3                       | 6           | [3]         |  |  |                  |                        |                        |                        |                        |   |     | 1          | K Krawietz T Pütz     | K Krawietz T Pütz     | 4                     | 4                     |   |   |        |        |        |        |        |  |
|  |             | A Göransson S Verbeek   | 3                       | 6           | [10]        |  |  |                  |                        |                        |                        |                        |   |     |            |                       |                       | A Göransson S Verbeek | A Göransson S Verbeek | 6 | 6 |        |        |        |        |        |  |
|  |             | F Cerúndolo F Cobolli   | 6                       | 4           | [6]         |  |  |                  | A Göransson S Verbeek  | 7                      | 4                      | [10]                   |   |     |            |                       |                       |                       |                       |   |   |        |        |        |        |        |  |
|  | Alt         | G Andreozzi T Arribagé  | G Andreozzi T Arribagé  | 6           | 6           |  |  | Alt              | G Andreozzi T Arribagé | 64                     | 6                      | [6]                    |   |     |            |                       |                       |                       |                       |   |   |        |        |        |        |        |  |
|  | 3           | C Harrison E King       | C Harrison E King       | 0           | 3           |  |  |                  |                        |                        |                        |                        |   |     |            | A Göransson S Verbeek | A Göransson S Verbeek | 6                     | 7                     |   |   |        |        |        |        |        |  |
|  | WC          | J Schnaitter M Wallner  | 3                       | 6           | [10]        |  |  |                  |                        | WC                     | J Schnaitter M Wallner | J Schnaitter M Wallner | 1 | 65  |            |                       |                       |                       |                       |   |   |        |        |        |        |        |  |
|  |             | R Matos M Melo          | 6                       | 4           | [5]         |  |  | WC               | J Schnaitter M Wallner | J Schnaitter M Wallner | 6                      | 6                      |   |     |            |                       |                       |                       |                       |   |   |        |        |        |        |        |  |
|  | Q           | J Engel MH Rehberg      | J Engel MH Rehberg      | 7           | 7           |  |  | Q                | J Engel MH Rehberg     | J Engel MH Rehberg     | 3                      | 3                      |   |     |            |                       |                       |                       |                       |   |   |        |        |        |        |        |  |
|  | 2           | M Granollers H Zeballos | M Granollers H Zeballos | 5           | 5           |  |  |                  |                        |                        |                        |                        |   |     |            |                       |                       |                       |                       |   |   |        |        |        |        |        |  |

## Qualificazioni

### Teste di serie
1. Ivan Dodig /  Skander Mansouri (primo turno)

1. Robin Haase /  Hendrik Jebens (ultimo turno)

### Qualificati
1. Justin Engel /  Max Hans Rehberg

### Tabellone
|  | Primo turno | Primo turno                   | Primo turno | Primo turno | Primo turno |  |  | Ultimo turno | Ultimo turno                  | Ultimo turno | Ultimo turno | Ultimo turno |  |
|  |             |                               |             |             |             |  |  |              |                               |              |              |              |  |
|  | 1           | Ivan Dodig Skander Mansouri   | 6           | 3           | [7]         |  |  |              |                               |              |              |              |  |
|  | WC          | Justin Engel Max Hans Rehberg | 1           | 6           | [10]        |  |  | WC           | Justin Engel Max Hans Rehberg | 6            | 4            | [10]         |  |
|  |             | Rinky Hijikata Grégoire Jacq  | 6           | 4           | [4]         |  |  | 2            | Robin Haase Hendrik Jebens    | 4            | 6            | [5]          |  |
|  | 2           | Robin Haase Hendrik Jebens    | 4           | 6           | [10]        |  |  |              |                               |              |              |              |  |